# Лупу, Мирча-Серджу
Мирча-Серджу Лупу (род. 28 августа 1962) — французский шахматист, гроссмейстер (1995).
В составе сборной Румынии участник 2-х Олимпиад (1990 и 1994).

## Таблица результатов
| Год  | Город    | Турнир         | + | − | = | Результат | Место |
| ---- | -------- | -------------- | - | - | - | --------- | ----- |
| 1990 | Нови-Сад | 29-я Олимпиада | 3 | 2 | 2 | 4 из 7    |       |
| 1994 | Москва   | 31-я Олимпиада | 4 | 2 | 2 | 5 из 8    |       |
|      |          |                |   |   |   | из        |       |

## Изменения рейтинга
| Графики недоступны из-за технических проблем. См. информацию на Фабрикаторе и на mediawiki.org. |